# Plagiobothrys myosotoides
Plagiobothrys myosotoides là loài thực vật có hoa trong họ Mồ hôi. Loài này được (Lehm.) Brand miêu tả khoa học đầu tiên năm 1931.